# Sissi - Schicksalsjahre einer Kaiserin
Sissi - Schicksalsjahre einer Kaiserin (bra: Sissi e Seu Desejo; prt: Sissi Jovem Imperatriz) é um filme austríaco de 1957, do gênero drama histórico-romântico-biográfico,  dirigido e roteirizado por Ernst Marischka.
É o último da trilogia sobre a imperatriz Elisabete, da Áustria, mais conhecida como Sissi.

## Sinopse
Sissi permanece na Hungria depois de ter sido coroada rainha mas resolve retornar à Áustria quando o conde Andrassy se declara a ela. Mas pouco depois de se encontrar com o marido monarca Francisco José 1.º, ela cai gravemente enferma de uma doença dos pulmões. Os médicos lhe recomendam que viaje para lugares ensolarados então Sissi ruma primeiramente para a ilha da Madeira e depois para a Grécia. A imperatriz recupera a saúde e os diplomatas querem que ela vá com o marido para a Itália, onde existe bastante insatisfação do povo com a monarquia austríaca. 

## Elenco
- Romy Schneider .... imperatriz Elisabete da Áustria (Sissi)
- Karlheinz Böhm .... imperador Francisco José da Áustria
- Magda Schneider .... duquesa Ludovica da Bavária (Vickie), mãe de Sissi
- Gustav Knuth .... duque Maximiliano José da Bavária (Max), pai de Sissi
- Uta Franz .... princesa Helena (Nene)

- Walter Reyer .... conde Andrassy

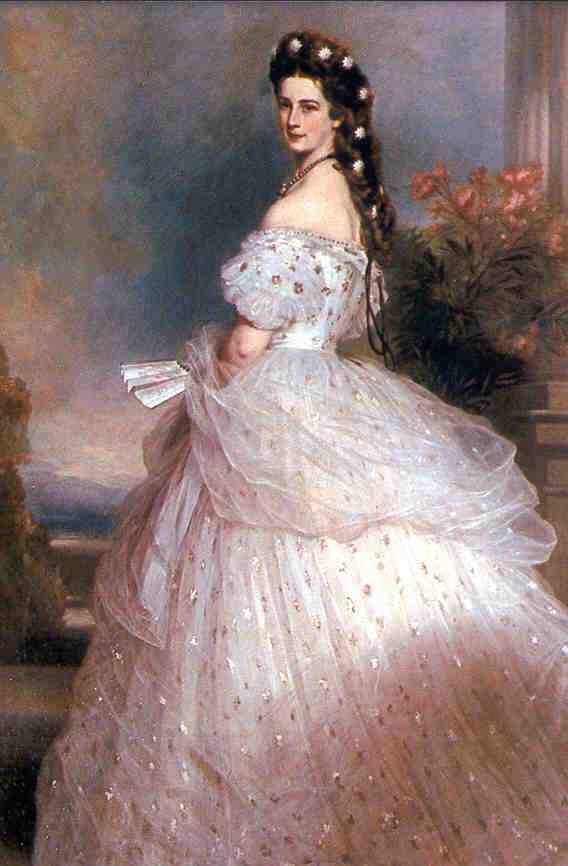
A verdadeira imperatriz Sissi

- Vilma Degischer .... arquiduquesa Sofia, mãe de Francisco José
- Josef Meinrad .... coronel Böckl
- Senta Wengraf .... condessa Bellegarde

## Principais prêmios e indicações
Festival de Cannes 1958 (França)
- O filme foi indicado à Palma de Ouro[carece de fontes?]